# Tutta la città canta
Tutta la città canta, riedito con il titolo di Sei per otto, quarantotto, è un film del 1945 diretto da Riccardo Freda.
La pellicola fu realizzata tra il 1943 e il 1945.

## Trama
Un maestro elementare è tenuto sotto la rigida tutela di due sue zie che lo umiliano continuamente. Inaspettatamente giunge la notizia della morte di un danaroso parente che lascia erede universale il timido maestrino. Questi si reca in città per prendere possesso dei suoi averi, costituiti solamente da una compagnia di teatro di rivista per la quale il suo defunto parente aveva speso tutti i suoi averi. Il povero giovanotto che credeva di possedere ricche miniere, si dà il bel tempo con le artiste della compagnia, che frattanto si trasferisce nel paesino dove egli insegna provocando grande scandalo e dando luogo ad una serie di equivoci. Alla fine il giovane si ribella alla tutela delle zie e si unisce alla compagnia di artisti.

## Produzione
Il film ebbe gravi problemi di realizzazione: la produzione fu infatti interrotta dopo i fatti dell'8 settembre. Freda in seguito riprese in mano il film, ma nel frattempo alcuni attori erano morti o si erano trasferiti al Nord dove lavoravano con il cinema di Salò mentre Vivi Gioi era ingrassata. Per terminare il film Freda dovette girare alcune scene di raccordo usando delle controfigure, che furono montate in scene molto veloci.
La pellicola venne girata negli studi cinematografici Pisorno di Tirrenia.